# Samuel Edels

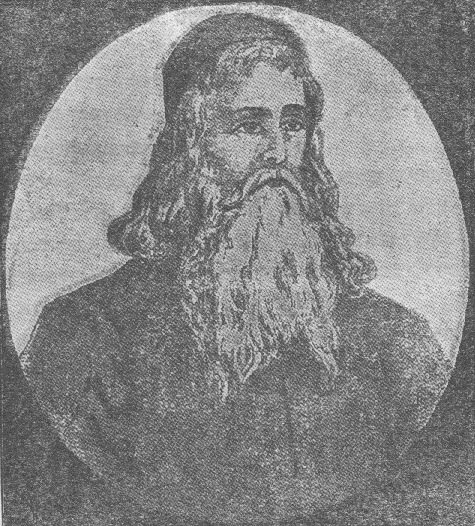
Samuel Edels (Maharscha)

Samuel Edels (Samuel Elieser b. Juda Edels; * 1555 in Krakau; gestorben 1631 in Ostrog) war jüdischer Gelehrter, Talmudkommentator und Rabbiner in Lublin und Ostrog. Er ist auch als Maharscha bekannt. Dabei handelt es sich um ein Akronym des hebräischen מהרשא, was bedeutet: „Unser Lehrer, der Rabbi Samuel Edels“.

## Leben
Seine Eltern entstammten angesehenen rabbinischen Familien. Der Vater Yehuda war ein bekannter Talmudist und seine Mutter war eine Cousine des berühmten Maharal von Prag. Als junger Mann zog er nach Posen, wo er die Tochter von Moses Ashkenazi Heilpern heiratete. Er bekleidete eine Position als Rabbiner in Chelm. 1614 wurde er in Lublin und 1625 in Ostrog Rabbiner, wo er eine große Jeschiwa gründete. Auf einer 1590 in Lublin stattfindenden Rabbinerversammlung unterschrieb Samuel Edels einen herem gegen den Kauf rabbinischer Posten. Samuel Edels Chiddushei Halachot sind analytische Kommentare zum Talmud, zu Talmudkommentaren (Tosafot) und den Kommentaren von  Schlomo Jizchaki. Seine Talmudkommentare gehören zu den Klassikern der talmudischen Literatur, genießen großes Ansehen und sind in fast allen Talmudausgaben enthalten.

## Werke (Auswahl)
- Chiddusche Maharscha („Die Novellen des Edels“), häufig den Talmudausgaben beigedruckt